# Obiectivul de Dezvoltare Durabilă 3 al Uniunii Europene
ODD 3 - Sănătate și bunăstare are ca scop asigurarea sănătății și promovarea bunăstării tuturor, de toate vârstele, prin îmbunătățirea sănătății reproductive, a mamei și a copilului, stoparea epidemiilor de boli transmisibile majore și reducerea bolilor netransmisibile și psihice. De asemenea, urmărește reducerea factorilor de risc comportamentali și de mediu pentru sănătate.
Sănătatea poate fi definită ca „o stare de bunăstare fizică, mentală și socială completă și nu doar absența bolii sau a infirmității”. Sănătatea bună nu este doar valoroasă pentru individ ca factor determinant major al calității vieții, bunăstării și participării sociale, ci este și o condiție prealabilă de bază pentru creșterea economică generală. Monitorizarea ODD 3 în contextul UE se concentrează pe subiectele vieții sănătoase, determinanții sănătății, cauzele de deces și accesul la asistență medicală. Pe parcursul perioadei de cinci ani evaluate, UE a înregistrat progrese în ceea ce privește majoritatea indicatorilor de sănătate analizați, chiar dacă impacturile pandemiei de COVID-19 sunt acum clar vizibile în unele domenii. Astfel, speranța de viață sănătoasă a scăzut în UE în 2020, iar numărul de oameni care mor din cauze evitabile (prevenibile) a crescut. Evoluțiile au fost mai favorabile în ceea ce privește ceilalți indicatori utilizați pentru monitorizarea vieții sănătoase, a cauzelor de deces și a accesului la asistență medicală. Progresele au fost deosebit de puternice în reducerea impactului negativ al anumitor alte cauze de deces (prematur) și în diminuarea nevoii auto-raportate de îngrijire medicală nesatisfăcută. Cu toate acestea, s-au înregistrat mai puține progrese în îmbunătățirea unora dintre factorii determinanți ai sănătății examinați, cum ar fi rata obezității și poluarea fonică.

## Indicatori care măsoară progresul către ODD 3, UE
| Indicator                                                                  | Perioadă                                                    | Rata anuală de creștere                                     | Tendință                                                    | Observații                  |
| Speranța de viață sănătoasă                                                | Speranța de viață sănătoasă                                 | Speranța de viață sănătoasă                                 | Speranța de viață sănătoasă                                 | Speranța de viață sănătoasă |
| -------------------------------------------------------------------------- | ----------------------------------------------------------- | ----------------------------------------------------------- | ----------------------------------------------------------- | --------------------------- |
| Speranța de viață sănătoasă la naștere                                     | 2008–2020                                                   | 0,4%                                                        | ▲                                                           | ODD 3                       |
| Speranța de viață sănătoasă la naștere                                     | 2016–2020                                                   | 0,0%                                                        | ▬                                                           | ODD 3                       |
| Persoane cu o stare de sănătate auto-percepută bună sau foarte bună        | 2010–2021                                                   | 0,3%                                                        | ▲                                                           | ODD 3                       |
| Persoane cu o stare de sănătate auto-percepută bună sau foarte bună        | 2016–2021                                                   | 0,4%                                                        | ▲                                                           | ODD 3                       |
| Factori determinanți ai sănătății                                          |                                                             |                                                             |                                                             |                             |
| Ponderea fumatului                                                         | 2006–2020                                                   | -1,5%                                                       | ▲                                                           | ODD 3                       |
| Ponderea fumatului                                                         | 2014–2020                                                   | -1,3%                                                       | ▲                                                           | ODD 3                       |
| Rata obezității [*]                                                        | serie temporală prea scurtă pentru evaluarea pe termen lung | serie temporală prea scurtă pentru evaluarea pe termen lung | serie temporală prea scurtă pentru evaluarea pe termen lung | ODD 2                       |
| Rata obezității [*]                                                        | 2014–2019                                                   | 1,4%                                                        | ▼                                                           | ODD 2                       |
| Populația care trăiește în gospodării afectate de poluare fonică [*]       | 2010–2020                                                   | -1,6%                                                       | ▲                                                           | ODD 11                      |
| Populația care trăiește în gospodării afectate de poluare fonică [*]       | 2015–2020                                                   | -0,8%                                                       | ▲                                                           | ODD 11                      |
| Cauze ale mortalității premature                                           |                                                             |                                                             |                                                             |                             |
| Rata standardizată a mortalității din cauza tuberculozei, HIV și hepatitei | 2005–2020                                                   | –6,0%                                                       | ▲                                                           | ODD 3                       |
| Rata standardizată a mortalității din cauza tuberculozei, HIV și hepatitei | 2015–2020                                                   | –9,3%                                                       | ▲                                                           | ODD 3                       |
| Mortalitate evitabilă standardizată                                        | serie temporală prea scurtă pentru evaluarea pe termen lung | serie temporală prea scurtă pentru evaluarea pe termen lung | serie temporală prea scurtă pentru evaluarea pe termen lung | ODD 3                       |
| Mortalitate evitabilă standardizată                                        | 2015–2020                                                   | 0,7%                                                        | ▼                                                           | ODD 3                       |
| Accidente mortale la locul de muncă [*]                                    | 2010–2020                                                   | -2,6%                                                       | ▲                                                           | ODD 8                       |
| Accidente mortale la locul de muncă [*]                                    | 2015–2020                                                   | –2,5 %                                                      | ▲                                                           | ODD 8                       |
| Decese în trafic rutier [*]                                                | 2006–2021                                                   | constatat: –4,6%                                            | ▲                                                           | ODD 11                      |
| Decese în trafic rutier [*]                                                | 2006–2021                                                   | necesar: –5,1%                                              | ▲                                                           | ODD 11                      |
| Decese în trafic rutier [*]                                                | 2016–2021                                                   | constatat: –3,5%                                            | ▲                                                           | ODD 11                      |
| Decese în trafic rutier [*]                                                | 2016–2021                                                   | necesar: –5,1%                                              | ▲                                                           | ODD 11                      |
| Decese premature cauzate de expunerea la particule fine (PM2,5) [*]        | 2005–2020                                                   | constatat: –3,9%                                            | ▲                                                           | ODD 11                      |
| Decese premature cauzate de expunerea la particule fine (PM2,5) [*]        | 2005–2020                                                   | necesar: –3,1%                                              | ▲                                                           | ODD 11                      |
| Decese premature cauzate de expunerea la particule fine (PM2,5) [*]        | 2015–2020                                                   | constatat: –5,8%                                            | ▲                                                           | ODD 11                      |
| Decese premature cauzate de expunerea la particule fine (PM2,5) [*]        | 2015–2020                                                   | necesar: –3,3%                                              | ▲                                                           | ODD 11                      |
| Acces la servicii de asistență medicală                                    |                                                             |                                                             |                                                             |                             |
| Nevoie nesatisfăcută auto-raportată de îngrijire medicală                  | 2010–2021                                                   | –5,0%                                                       | ▲                                                           | ODD 3                       |
| Nevoie nesatisfăcută auto-raportată de îngrijire medicală                  | 2016–2021                                                   | –6,5%                                                       | ▲                                                           | ODD 3                       |

Note:

Pentru indicatorii fără țintă sunt prezentate ratele de creștere constatate pe perioadele specificate. Pentru indicatorii cu o țintă UE cuantificată (), sunt prezentate atât ratele de creștere constatate, cât și ratele de creștere care ar fi fost necesare în perioadele specificate pentru îndeplinirea obiectivului

[*] Indicator multifuncțional

## Prezentare generală

### Speranța de viață sănătoasă
Creșterea speranței de viață la nivel mondial în ultimul secol este rezultatul diverșilor factori, inclusiv reducerea mortalității infantile, creșterea nivelului de trai, îmbunătățirea stilului de viață și o educație mai bună, precum și progresele în sănătate și medicină. În timp ce speranța de viață a crescut în țările UE în ultimele decenii, ritmul progresului a încetinit în ultimii ani în multe dintre aceste țări. Pandemia de COVID-19 a dus la o scădere a speranței de viață în majoritatea țărilor UE în 2020 și 2021. Cu toate acestea, în timp ce speranța de viață oferă o evaluare obiectivă a cât de mult se pot aștepta oamenii să trăiască, nu arată dacă oamenii își trăiesc viața în stare bună de sănătate. Astfel, doi indicatori sunt acum incluși în analiză. Primul, „ani de viață sănătoasă la naștere”, măsoară perioada de viață petrecută într-o stare sănătoasă. Al doilea măsoară „ponderea persoanelor cu sănătate auto-percepută bună sau foarte bună”, cuantificând viziunea subiectivă a unei persoane asupra propriei bunăstări.
Speranța de viață sănătoasă a populației UE a stagnat din 2016, în timp ce starea de sănătate auto-percepută s-a îmbunătățit
În 2020, un copil născut în UE s-ar putea aștepta în medie să trăiască 64,0 ani fără probleme de sănătate severe sau moderate. Acesta este același număr de ani ca în 2016, dar cu 0,6 ani mai mic decât la vârful pre-pandemic de 64,6 ani în 2019. Cu toate acestea, media generală a UE maschează diferențe considerabile între statele membre, speranța de viață sănătoasă variind cu 19,3 ani între țări în 2020. Această diferență a devenit oarecum mai mică față de 2019, când se ridica la 20,2 ani.
În timp ce speranța de viață sănătoasă a stagnat din 2016, sănătatea auto-percepută s-a îmbunătățit în UE. Între 2016 și 2021, ponderea persoanelor care se percep a fi în stare bună sau foarte bună de sănătate a crescut cu 1,5 puncte procentuale. În 2021, 69,0% dintre oamenii din UE și-au considerat sănătatea fie bună, fie foarte bună. Cu toate acestea, această pondere a variat puternic între statele membre, variind de la 47,9% la 81,2%. În plus, există mici diferențe între zonele rurale și urbane. În 2021, procentul persoanelor care și-au perceput sănătatea ca fiind bună sau foarte bună a fost cel mai mare în municipii (70,7%), ușor peste medie în orașe și suburbii (69,2%) și cel mai scăzut în zonele rurale (66,3%). În sfârșit, ponderea persoanelor cu limitare a activității – o dimensiune a dizabilității care reflectă o limitare de lungă durată pentru efectuarea activităților obișnuite – care și-au perceput sănătatea ca fiind bună sau foarte bună a fost semnificativ mai mică decât media UE. Doar 26,6% dintre persoanele cu o limitare moderată a activității și chiar doar 6,6% dintre persoanele cu limitare severă a activității și-au perceput sănătatea ca fiind bună sau foarte bună în 2021, în timp ce, referitor la aceeași percepție,  ponderea persoanelor fără limitare a activității a fost de 85,2%.
Femeile au o speranță de viață sănătoasă mai mare decât bărbații, dar este mai puțin probabil să-și evalueze sănătatea ca fiind bună
Între 2016 și 2020, numărul de ani de viață sănătoși la care s-ar putea aștepta femeile la naștere a crescut cu 0,1 ani, de la 64,4 ani la 64,5 ani. În aceeași perioadă, anii de viață sănătoși pe care bărbații i-ar putea aștepta la naștere au scăzut cu 0,1 ani, de la 63,6 în 2016 la 63,5 ani. Pe de altă parte, femeile au fost asociate cu un număr absolut mai mare de ani de viață sănătoși și cu un câștig mai mare de ani de viață sănătoși decât bărbații. În plus, diferența dintre cele două sexe examinate a crescut de la 0,8 ani în 2016 la 1,0 ani în 2020. În același an, în aproximativ trei din patru state membre, femeile s-ar putea aștepta la un număr mai mare de ani de viață sănătoși la naștere decât bărbații.
În ciuda speranței de viață sănătoasă mai mare la naștere, femeile au fost mai reticente decât bărbații în evaluarea propriei sănătăți ca fiind bună sau foarte bună: 66,6% dintre femei și 71,6% dintre bărbați și-au perceput sănătatea ca fiind bună sau foarte bună în 2021 - un decalaj de 5,0 puncte procentuale.
Mortalitatea în exces a redus speranța de viață în UE
Pandemia de COVID-19 a afectat considerabil ratele de deces în statele membre ale UE pe parcursul anilor 2020 și 2021. Populația cu vârsta peste 60 de ani, precum și persoanele din grupurile dezavantajate social, au fost afectate în mod special. Per total, în perioada ianuarie 2020 – februarie 2023, s-au înregistrat circa 1,74 milioane de decese în plus în țările UE și ale Asociației Europene a Liberului Schimb (AELS), comparativ cu numărul mediu de decese înregistrate în perioada 2016-2019.
Scăderea speranței de viață în UE cauzată de pandemia de COVID-19 în 2020 a continuat în 2021. În plus, bărbații par să fi fost afectați ceva mai puternic de pandemie, cu o reducere a speranței de viață de 1,3 ani, comparativ cu o reducere de 1,1 ani pentru femei în 2021, raportat la valorile pre-pandemie (2019). În cele din urmă, efectele pandemiei asupra vârstnicilor au fost substanțiale. Anii de viață așteptați rămași la 65 de ani au scăzut cu 1 an între 2019 și 2021, de la 20,2 la 19,2 ani. Atât bărbații, cât și femeile în vârstă de 65 de ani au fost afectați, speranța de viață rămasă scăzând cu 1,0 și, respectiv, 0,9 ani.
Anumite grupuri de populație au o speranță de viață mai mică
În afară de monitorizarea speranței de viață a populației generale, unele studii indică faptul că speranța de viață poate diferi în funcție de subpopulații specifice. De exemplu, estimările speranței de viață bazate pe interviuri cu peste 8.000 de respondenți din 11 țări din UE și din afara UE sugerează că romii au o speranță de viață substanțial mai mică decât populația generală din acele țări. Tendința temporală extrapolată pentru 2017 sugerează că bărbații romi ar trebui să trăiască cu 9,1 ani mai puțin decât bărbații din populația generală. Estimarea corespunzătoare pentru femei arată că speranța de viață a femeilor rome a fost cu 11 ani mai mică decât cea a femeilor din populația generală din țările examinate.

### Factorii determinanți ai sănătății
Mai mulți factori afectează sănătatea indivizilor și a populațiilor. Aceștia includ factori socio-economici, starea mediului, gradul de urbanizare, accesul și utilizarea serviciilor de sănătate, precum și caracteristicile și comportamentul individual. Factorii de risc legați de stilul de viață, cum ar fi dieta nesănătoasă, inactivitatea fizică, fumatul și consumul excesiv de alcool, afectează în mod direct calitatea vieții și speranța de viață a cetățenilor. Acești factori au, de asemenea, un impact negativ asupra sistemelor de sănătate și sociale ale statelor membre ale UE, asupra bugetelor guvernamentale și asupra productivității și creșterii economice. Determinanții sănătății analizați sunt rata obezității, prevalența fumatului și poluarea fonică. În plus, alți factori, cum ar fi mobilitatea și modelele de consum, pot avea o mare influență asupra sănătății.
Mai mult de jumătate din populația adultă din UE a fost supraponderală în 2019
Obezitatea este o problemă serioasă de sănătate publică deoarece crește semnificativ riscul de boli cronice, cum ar fi bolile cardiovasculare, diabetul de tip 2, hipertensiunea arterială și anumite tipuri de cancer. Pentru unele persoane, obezitatea poate fi, de asemenea, legată de o gamă largă de probleme psihologice. Dintr-o perspectivă societală, obezitatea are costuri directe și indirecte substanțiale care pun o presiune considerabilă asupra sistemelor de sănătate și de securitate socială. În plus, obezitatea sau supraponderalitatea de la o vârstă fragedă poate duce la mai multe probleme de sănătate pe termen lung.
În 2019, 16,5% din populația UE în vârstă de 18 ani sau peste era obeză (cu un indice de masă corporală egal sau mai mare de 30), iar alți 36,2% erau pre-obezi (cu un indice de masă corporală între 25 și 30). În total, mai mult de jumătate din populația UE în vârstă de 18 ani sau peste era formată din persoane obeze sau pre-obeze (și, prin urmare, supraponderale).
Prevalența fumatului în rândul populației de 15 ani și peste a scăzut din 2006
Consumul de tutun este considerat a fi cea mai prevenibilă cauză de îmbolnăvire și deces la nivel mondial. Regiunea Europeană a OMS, care include și unele țări non-europene, cum ar fi Israelul, precum și unele țări din Asia Centrală, înregistrează una dintre cele mai mari rate de mortalitate atribuite consumului de tutun. Consumul de tutun este în prezent principala cauză a 16% dintre toate decesele în rândul adulților cu vârsta de 30 de ani și peste în Europa, ceea ce este peste media globală de 12%. Multe dintre aceste decese apar prematur, ceea ce nu este deloc surprinzător, deoarece multe tipuri de cancer și boli cardiovasculare și respiratorii sunt legate de consumul de tutun.
Prevalența fumatului în rândul populației de 15 ani sau peste a scăzut între 2006 și 2020, de la 31% la 25%. În 2020, mai mulți bărbați (28%) decât femei (22%) s-au declarat fumători. Cu toate acestea, scăderea prevalenței fumatului este mai puțin evidentă pentru femei decât pentru bărbați, ceea ce poate explica parțial decalajul în speranța de viață între sexe. Grupul de vârstă cu cea mai mare prevalență a fumătorilor a fost cel cu vârsta cuprinsă între 25 și 54 de ani (aproape de 30%), urmați de respondenții mai tineri cu vârsta între 15 și 24 de ani (20%) și persoanele în vârstă de 55 de ani și peste (18%). În cele din urmă, ponderea fumătorilor care au raportat probleme cu plata facturilor este de cele mai multe ori mai mare decât ponderea fumătorilor care au declarat că (aproape) nu au probleme cu plata facturilor.
Nivelurile de poluare fonică din UE au scăzut
Expunerea la zgomot ambiental reduce satisfacția vieții și bunăstarea percepută. OMS a identificat poluarea fonică drept a doua cea mai importantă cauză de mediu care afectează sănătatea în Europa de Vest după poluarea aerului. Cele mai dăunătoare probleme de sănătate, cum ar fi cele care afectează sistemul circulator, apar din cauza unor probleme interdependente, inclusiv scăderea calității somnului și stresul. Aceste probleme pot duce la deces prematur. În Europa, se estimează că zgomotul ambiental contribuie la 12.000 decese premature pe an. Traficul rutier este sursa dominantă de poluare fonică, dar și căile ferate, aeroporturile și industria rămân surse importante de poluare fonică localizată.

### Cauzele deceselor premature
Cauzele deceselor premature sunt printre cele mai vechi statistici medicale disponibile și joacă un rol cheie în evaluarea generală a sănătății în UE. Datele pot fi folosite pentru a determina ce măsuri preventive și curative medicale sau investiții în cercetare ar putea crește speranța de viață a unei populații. Indicatorii selectați pentru această subtemă privesc decesele cauzate de bolile transmisibile, mortalitatea evitabilă, poluarea aerului și accidentele mortale rutiere și de muncă.
În timp ce evoluțiile recente ale anumitor boli transmisibile rămân pozitive, pandemia COVID-19 pare să fi dus la mai multe decese evitabile
Mortalitatea evitabilă se referă la cauzele de deces care pot fi prevenite și tratate, inclusiv rănile și bolile legate de droguri, precum și bolile respiratorii și infecțioase și unele tipuri de cancer. În timp ce mortalitatea evitabilă a scăzut până în 2019, pandemia de COVID-19 pare să fi inversat tendința. Între 2015 și 2020, mortalitatea evitabilă a crescut cu 8,2%, de la 166,3 la 100.000 de persoane în 2015 la 180,0 la 100.000 în 2020. Acest rezultat poate fi o consecință a pandemiei de COVID-19: sistemele de sănătate au activat aproape de limita lor de capacitate în multe din țările UE, ceea ce ar fi putut împiedica profesioniștii din domeniul sănătății să ofere pacienților asistența medicală de care aceștia aveau nevoie.
Pe de altă parte, mortalitatea tratabilă a scăzut cu 4,3%, de la 95,9 la 100.000 persoane la 91,7, în aceeași perioadă. În total, mortalitatea evitabilă a crescut cu 3,6% în UE, de la 262,1 la 100.000 de persoane în 2015 la 271,7 în 2020. Deși evoluțiile au fost totuși pozitive în multe state membre, diferența de 410,6 persoane la 100.000 în 2020 între cea mai ridicată valoare (593,2 în România) și cea mai scăzută (182,7 în Cipru) indică o mare variabilitate în cadrul UE.
Obiectivul de a reduce povara asupra sănătății cauzată de bolile transmisibile precum HIV, tuberculoza și hepatita este prevăzut în obiectivele de dezvoltare durabilă (ODD). UE s-a angajat, de asemenea, să ajute statele membre în atingerea obiectivelor de eradicare a HIV/SIDA și tuberculozei până în 2030 și de a reduce numărul cazurilor de hepatită. Numărul deceselor din cauza acestor trei boli a scăzut constant în UE în ultimele două decenii. În timp ce 4,8 din 100.000 de persoane au murit din cauza uneia dintre aceste boli în 2005, numărul deceselor a scăzut la 1,9 la 100.000 de persoane până în 2020.
Tendințele au fost pozitive și pentru fiecare dintre cele trei boli: între 2005 și 2020 numărul deceselor la 100.000 de persoane a scăzut de la 1,8 la 0,6 pentru tuberculoză, de la 1,3 la 0,4 pentru HIV/SIDA și de la 1,7 la 0,8 pentru hepatită. În cazul hepatitei, totuși, metoda curentă de calcul a indicatorului este posibil să ignore decesele cauzate de hepatitele B și C.
Numărul deceselor premature din cauza expunerii la poluarea aerului cu particule fine în UE a scăzut
Potrivit estimărilor Agenției Europene de Mediu (AEM), poluarea aerului este cauza principală de deces din cauza factorilor de mediu în Europa. Poate produce sau agrava multe boli respiratorii și cardiovasculare cronice și acute. Poluarea aerului a fost una dintre principalele preocupări ale politicii de mediu ale UE de la sfârșitul anilor '70. Poluanții atmosferici sunt emiși atât în mod natural, cât și ca urmare a activităților umane, în principal prin arderea combustibililor. Populațiile urbane sunt expuse în special din cauza fluxului zilnic de navetiști și a concentrării mari a industriei și a activităților umane care provoacă emisii de particule fine în orașele UE. În plus, cei mai vulnerabili cetățeni rămân afectați în mod disproporționat de poluarea aerului. De exemplu, grupurile cu statut socio-economic mai scăzut tind să fie afectate în mod disproporționat de poluarea aerului, deoarece deseori trăiesc cel mai aproape de sursa acesteia. Copiii sunt un alt grup afectat disproporționat. Pe de o parte, copiii au rate respiratorii mai mari decât adulții, ceea ce le crește expunerea la poluarea aerului. Pe de altă parte, sistemul imunitar și organele în curs de dezvoltare ale copiilor îi fac mai vulnerabili la poluarea aerului. Poluarea aerului are, de asemenea, un impact negativ semnificativ asupra economiei, prin reducerea atât a productivității, cât și a speranței de viață, precum și prin creșterea costurilor sănătății.
Particulele fine (PM2,5) sunt una dintre cele mai dăunătoare componente ale poluării aerului pentru sănătatea umană, provocând 237.810 decese premature în Europa în 2020. Între 2005 și 2020, decesele premature datorate expunerii la PM2,5 au scăzut cu 44,8%. Această evoluție sugerează că UE este pe cale să își atingă obiectivul de reducere a impactului negativ al poluării aerului asupra sănătății cu 55% până în 2030, comparativ cu 2005, așa cum este stabilit în Planul de acțiune pentru poluare zero.
Numărul accidentelor mortale la locul de muncă și rutiere a scăzut, dar sunt necesare progrese suplimentare pentru a îndeplini obiectivul pentru 2030 de reducere la jumătate a deceselor din accidente rutiere
Accidentele au reprezentat una dintre cele mai frecvente cauze de deces prematur în UE în 2020, ducând la peste 154.000 de decese sau 3,0% din totalul deceselor. Aceste accidente pot avea loc în diferite locuri, cum ar fi acasă, la locurile de agrement sau la locul de muncă, precum și în timpul călătoriilor. Îmbunătățirea mediului de lucru pentru a proteja sănătatea și siguranța angajaților este un obiectiv important stabilit de UE și statele sale membre în Tratatul privind funcționarea Uniunii Europene. Reducerea la jumătate a numărului de decese în urma accidentelor rutiere nu este doar o țintă globală, ci și un obiectiv al politicilor UE. Cadrul de politică a UE privind siguranța rutieră 2021-2030 a stabilit un obiectiv de reducere a deceselor și a rănilor grave cu 50% până în 2030, comparativ cu 2019.
Accidentele mortale, care duc la decesul unei persoane în decurs de un an, pot apărea și la locul de muncă. UE a făcut progrese cu privire la acest indicator între 2015 și 2020, reducerea numărului de accidente de muncă mortale la 100.000 de persoane angajate de la 2,0 la 1,8. Comparativ cu 2019, rata totală a accidentelor mortale la locul de muncă a crescut oarecum în 2020. Motivul acestei creșteri ar putea fi faptul că unele țări au inclus cazurile de COVID-19 în datele raportate privind accidentele mortale de muncă. În plus, există o diferență considerabilă între sexe: rata de incidență pentru femei (0,3) a fost neglijabilă în comparație cu rata pentru bărbați (3,1). Această diferență poate fi explicată prin ponderea mai mare a bărbaților care lucrează în profesii asociate cu un risc mai mare de accidente de muncă. Accidentele non-mortale pot provoca, de asemenea, prejudicii considerabile, de exemplu, ducând la o invaliditate permanentă care poate forța oamenii să părăsească piața muncii sau să își schimbe locul de muncă. Accidentele non-mortale s-au produs mult mai des decât accidentele mortale, cu o rată de incidență de 1.444 la 100.000 de persoane ocupate în 2020.

### Accesul la asistență medicală
Accesul la asistență medicală (accesul în timp util la asistență medicală la prețuri accesibile, preventive și curative) se află pe agenda politică a majorității țărilor UE. Este definit ca un drept în Carta Drepturilor Fundamentale și este unul dintre cele 20 de principii ale Pilonului European al Drepturilor Sociale. Accesul limitat pentru unele grupuri de populație, în special pentru persoanele cu dizabilități, poate duce la rezultate mai slabe și la inegalități mai mari în materie de sănătate. Reducerea inegalităților în materie de sănătate este importantă nu numai din motive de echitate, ci și pentru că ar crește coeziunea economică și socială.
În general, nevoia nesatisfăcută de asistență medicală a scăzut, dar decalajul dintre statele membre s-a mărit
În 2021, 2,0% din populația UE a raportat o nevoie nesatisfăcută de asistență medicală din motive financiare, liste lungi de așteptare sau distanță de parcurs. Această pondere a fost mai mică decât cu cinci ani mai devreme, când era de 2,8%. Cu toate acestea, progresul pare să fi stagnat din 2017, iar în unele state membre tendința s-a inversat, indicând o creștere a procentului populației care a raportat nevoi medicale nesatisfăcute în 2021 – o tendință care a început în 2019.
În plus, persoanelor cu dizabilități le este mai dificil să acceseze serviciile de asistență medicală. În 2021, 6,2% dintre persoanele cu limitări severe de activitate și 3,9% dintre persoanele cu anumite limitări de activitate au raportat nevoi nesatisfăcute de îngrijire medicală din motivele monitorizate (financiare, listă lungă de așteptare sau distanță mare), comparativ cu doar 1,1% dintre persoanele fără dizabilități. Această discrepanță indică faptul că accesul la asistență medicală rămâne o provocare nu numai în anumite părți ale UE, ci și pentru anumite grupuri de populație.
Constrângerile financiare sunt cel mai frecvent motiv pentru care oamenii raportează nevoi nesatisfăcute pentru examinare medicală. În medie, pentru 1,0% din populația totală a UE în 2021, „prea scump” a fost motivul cel mai important pentru raportarea examinării medicale nesatisfăcute. În plus, constrângerile financiare a fost cel mai frecvent motiv auto-raportat pentru nevoile nesatisfăcute în zonele rurale (1,1%), ceea ce a fost puțin mai mult decât în orașe sau suburbii (0,9%) și municipii (0,8%). Încă 0,9% din toate gradele de urbanizare au raportat „listele lungi de așteptare” ca motiv pentru nevoia nesatisfăcută de examinare medicală. Acest motiv pentru nevoile medicale nesatisfăcute a fost mai des declarat în municipii și zone rurale (ambele 1,0%) decât în orașe și suburbii (0,8%). Alți 0,1% au descris „prea departe pentru deplasare” drept principalul motiv pentru o nevoie nesatisfăcută de examinare medicală. Acest motiv a fost mai frecvent în zonele rurale (0,2%) decât în municipii sau în orașe și suburbii (ambele 0,1%). Cu toate acestea, nu toate statele membre au enumerat costurile mari drept principalul motiv pentru nevoia nesatisfăcută, în multe țări listele lungi de așteptare au fost reclamate de majoritatea oamenilor.
Majoritatea țărilor europene au asigură o acoperire universală pentru un set de bază de servicii, care includ de obicei consultații medicale, teste, examinări și îngrijiri spitalicești. Cu toate acestea, în unele țări, este posibil ca acoperirea acestor servicii să nu fie universală sau este posibil ca pacienții să fie nevoiți să suporte costurile accesării acestora. În plus, în UE, aproximativ o șapte parte din toate cheltuielile cu sănătatea au fost suportate direct de gospodării în 2020. Plățile directe (co-plată) ca pondere din totalul cheltuielilor curente pentru sănătate au scăzut ușor de la 15,9% în 2014 la 14,4% în 2020. Cu toate acestea, un decalaj considerabil de 27,1 puncte procentuale între țări a rămas în 2020. Astfel de plăți directe pot reprezenta o problemă serioasă pentru gospodăriile cu venituri mici, în special dacă sunt combinate cu resurse financiare reduse pentru sistemul de sănătate cauzate, de exemplu, de o criză economică. În plus, în statele membre, între 1,0% și 19,2% dintre gospodării au suportat cheltuieli catastrofale pentru sănătate, ceea ce înseamnă că cheltuielile din buzunar pentru îngrijirea sănătății au depășit 40% din venitul disponibil al unei gospodării. Gospodăriile sărace și persoanele care trebuie să plătească pentru tratament pe termen lung, cum ar fi medicamentele pentru boli cronice, sunt expuși unui risc mare de a se confrunta cu dificultăți financiare, ca urmare a nevoii de a plăti din propriile buzunare.
Este posibil ca unele grupuri de populație să nu aibă acces egal la serviciile de sănătate ca și populația generală
În multe țări din UE, minoritățile nu au acces egal la serviciile de sănătate ca și populația generală. Una dintre aceste minorități este populația de origine romă. Potrivit unui studiu bazat pe datele unui sondaj din 2021, ponderea romilor care au suferit discriminări în ceea ce privește accesul la servicii de sănătate a crescut între 2016 și 2021 în majoritatea celor 13 țări UE și non-UE examinate de Agenția pentru Drepturi Fundamentale. Același sondaj oferă dovezi că femeile au fost mai des discriminate decât bărbații. În plus, respondenții cei mai tineri și cei mai în vârstă au raportat niveluri mai scăzute de discriminare în comparație cu respondenții de vârstă mijlocie: grupa de vârstă 16-24 de ani a suferit discriminări în 10% din cazuri, în timp ce respondenții cu vârsta de 65 de ani și peste au raportat discriminări în 13% din cazuri. În același timp, 16% dintre respondenții cu vârsta cuprinsă între 25 și 64 de ani au raportat că au suferit discriminări.

## Prezentarea principalilor indicatori

### Speranța de viață sănătoasă la naștere

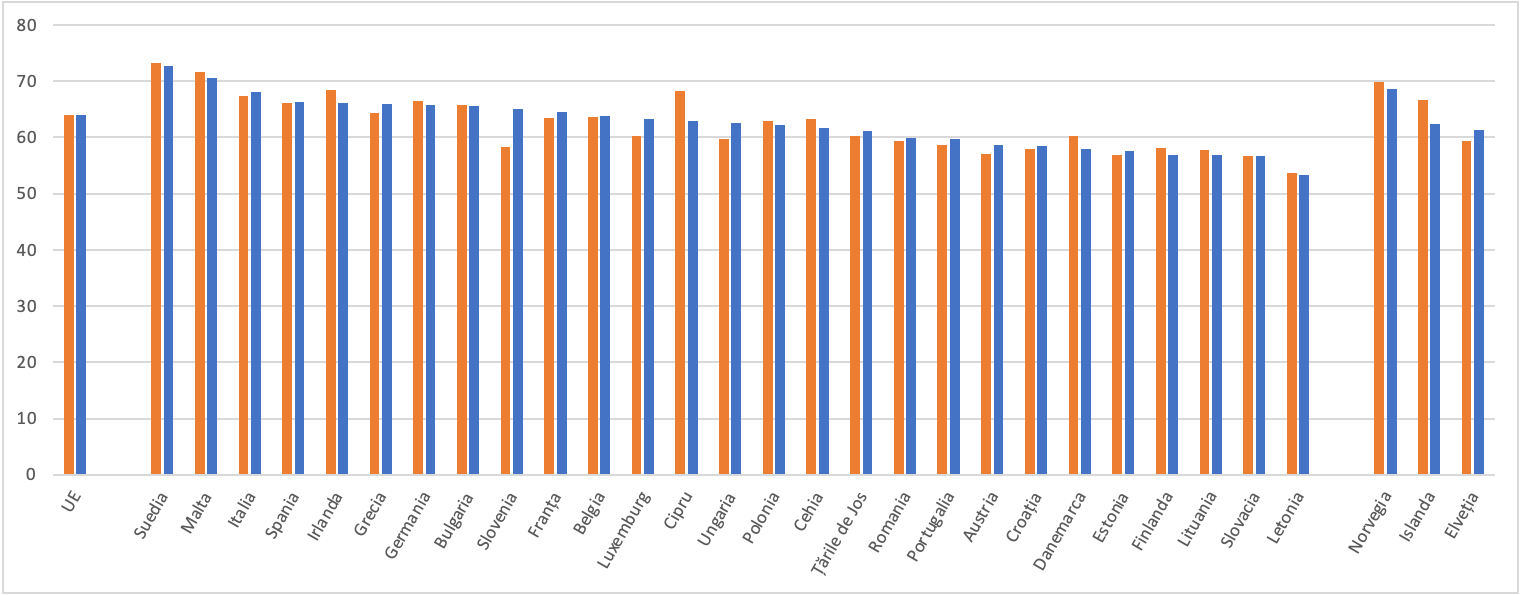
2015
2020
Sursa: Eurostat (online data code: sdg_03_11)

Acest indicator măsoară numărul de ani de la naștere la care o persoană se poate aștepta să trăiască într-o stare sănătoasă. Anii de viață sănătoși reprezintă un indicator al speranței de sănătate care combină informații despre mortalitate și morbiditate (prevalența populației care suferă de o boală sau afecțiune).
| Loc | Țară              | 2014   | 2015   | 2016   | 2017 | 2018 | 2019   | 2020   | 2021 |
|     |                   |        |        |        |      |      |        |        |      |
| --- | ----------------- | ------ | ------ | ------ | ---- | ---- | ------ | ------ | ---- |
| -   | Uniunea Europeană | 61,3   | 62,8 b | 64,0   | 63,9 | 64,0 | 64,6   | 64,0   | 63,6 |
| 1   | Suedia            | 72,9 b | 72,7   | 73,2   | 72,6 | 72,8 | 73,3   | 72,7   | 68,4 |
| 2   | Malta             | 73,4   | 73,6   | 71,7   | 72,7 | 72,7 | 73,2   | 70,5   | 68,7 |
| 3   | Italia            | 62,4   | 62,6   | 67,4 b | 66,3 | 66,8 | 68,3   | 68,0   | 68,1 |
| 4   | Spania            | 65,0   | 64,0   | 66,2   | 69,4 | 68,0 | 69,9   | 66,3   | 62,8 |
| 5   | Irlanda           | 66,9   | 67,2   | 68,5   | 68,6 | 69,4 | 69,6   | 66,2 b | 67,2 |
| 6   | Grecia            | 64,5   | 64,0   | 64,3   | 64,8 | 65,4 | 66,0   | 65,9   | 65,6 |
| 7   | Germania          | 56,5   | 66,4 b | 66,4   | 66,0 | 65,8 | 66,3   | 65,7 b | 65,6 |
| 8   | Bulgaria          | 64,0   | 63,2   | 65,7 b | 64,5 | 65,8 | 66,3   | 65,6   | 63,3 |
| 9   | Slovenia          | 58,7   | 58,1   | 58,3   | 55,0 | 55,5 | 60,9   | 65,1   | 65,4 |
| 10  | Franța            | 63,8   | 63,6   | 63,4   | 63,7 | 63,9 | 64,1   | 64,6 b | 66,2 |
| 11  | Belgia            | 64,1   | 64,2   | 63,7   | 63,7 | 63,4 | 62,4 b | 63,8   | 64,6 |
| 12  | Luxemburg         | 63,8   | 62,2   | 60,2 b | 59,2 | 60,7 | 62,6   | 63,3 b | 62,0 |
| 13  | Cipru             | 66,0   | 63,3   | 68,2   | 65,2 | 62,2 | 62,5   | 62,9   | 65,7 |
| 14  | Ungaria           | 59,9   | 59,1   | 59,8   | 60,2 | 61,1 | 61,7   | 62,5   | 62,5 |
| 15  | Polonia           | 61,3   | 61,6   | 62,9   | 62,0 | 62,4 | 62,5   | 62,3   | 62,6 |
| 16  | Cehia             | 64,1   | 63,0   | 63,3   | 61,4 | 62,7 | 62,0   | 61,6   | 62,0 |
| 17  | Țările de Jos     | 61,2   | 59,1   | 60,3 b | 60,0 | 59,2 | 61,0   | 61,1   | 60,3 |
| 18  | România           | 59,0   | 59,2   | 59,4   | 58,7 | 59,4 | 60,2   | 59,9   | 57,8 |
| 19  | Portugalia        | 56,9 b | 56,5   | 58,6   | 58,5 | 58,6 | 59,2   | 59,7   | 58,3 |
| 20  | Austria           | 57,7   | 58,0   | 57,0   | 57,1 | 56,9 | 57,3   | 58,7   | 61,8 |
| 21  | Croația           | 59,3   | 56,1   | 57,9   | 57,6 | 57,5 | 57,4   | 58,5   | 58,6 |
| 22  | Danemarca         | 60,9   | 59,1   | 60,3   | 59,7 | 60,9 | 58,9   | 58,0 b | 56,6 |
| 23  | Estonia           | 55,2   | 55,0   | 56,8   | 56,0 | 53,9 | 55,8   | 57,6   | 56,5 |
| 24  | Finlanda          | 58,2   | 57,8   | 58,1   | 57,4 | 57,4 | 56,4   | 56,9   | 61,7 |
| 25  | Lituania          | 59,7   | 56,5   | 57,8   | 58,1 | 57,7 | 57,5   | 56,8   | 57,6 |
| 26  | Slovacia          | 55,1   | 54,9   | 56,7   | 55,6 | 56,1 | 56,2   | 56,7   | 56,8 |
| 27  | Letonia           | 53,4   | 53,0   | 53,6   | 51,4 | 52,3 | 53,1   | 53,4   | 53,8 |

| Loc | Țară     | 2014 | 2015 | 2016 | 2017 | 2018 | 2019 | 2020 | 2021 |
| --- | -------- | ---- | ---- | ---- | ---- | ---- | ---- | ---- | ---- |
| -   | Norvegia | 71,1 | 70,4 | 69,9 | 70,9 | 70,4 | 69,8 | 68,6 | N/A  |
| -   | Islanda  | 68,8 | 68,9 | 66,7 | 63,1 | 62,4 | N/A  | N/A  | N/A  |
| -   | Elveția  | 58,6 | 59,4 | 59,4 | 60,6 | 60,5 | 60,6 | 61,5 | 61,4 |

b - întrerupere în seriile temporale

Sursa: Eurostat (online data code: sdg_03_11)

### Ponderea persoanelor cu sănătate auto-percepută bună sau foarte bună

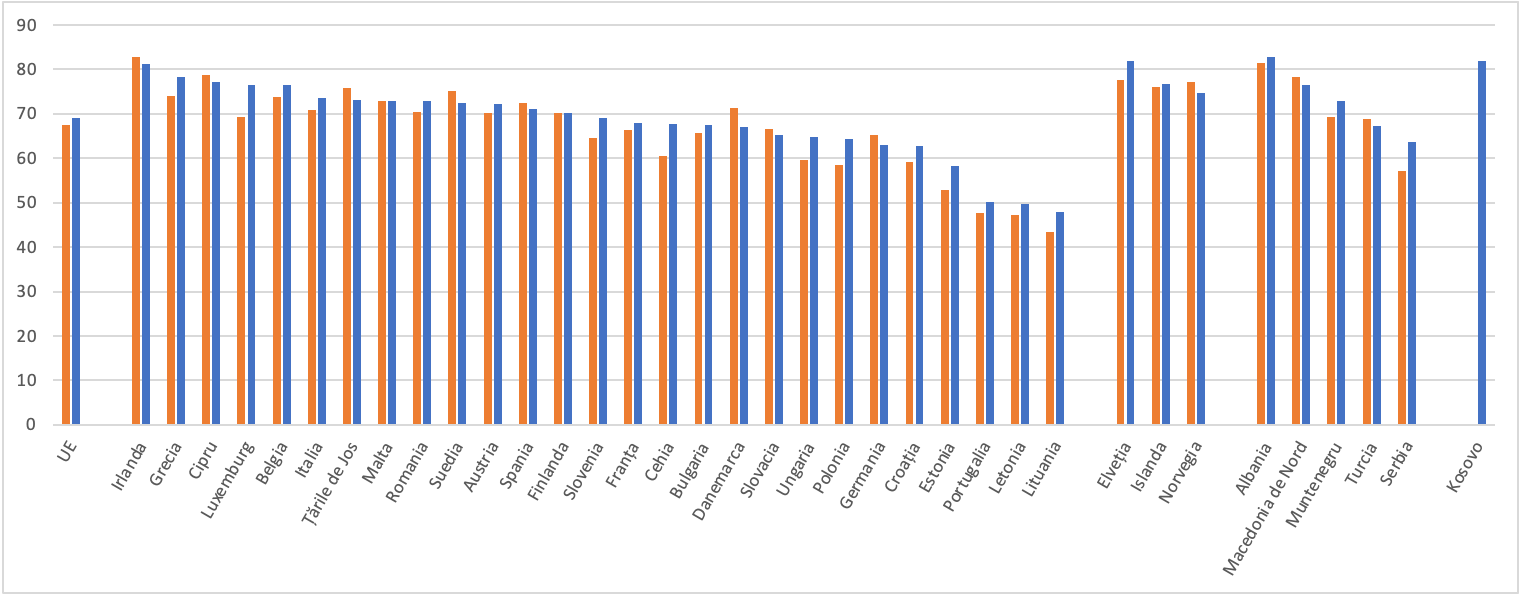
2016
2021
Sursa: Eurostat (online data code: sdg_03_20)

Acest indicator este o măsură subiectivă a modului în care oamenii își apreciază starea de sănătate în general pe o scară de la „foarte bine” la „foarte rău”. Datele provin din Statisticile UE privind veniturile și condițiile de viață (EU-SILC). Indicatorii de sănătate generală auto-percepută s-au dovedit a fi un bun predictor al utilizării viitoare a serviciilor de asistență medicală de către populație și al mortalității.
| Loc | Țară              | 2014   | 2015   | 2016   | 2017 | 2018 | 2019   | 2020   | 2021   | 2022   |
|     |                   |        |        |        |      |      |        |        |        |        |
| --- | ----------------- | ------ | ------ | ------ | ---- | ---- | ------ | ------ | ------ | ------ |
| -   | Uniunea Europeană | 67,3 e | 66,7 e | 67,5 e | 69,0 | 68,6 | 68,6   | 69,5 e | 69,0   | 67,8   |
| 1   | Irlanda           | 82,7   | 82,6   | 82,9   | 83,3 | 84,1 | 84,0   | 83,7 b | 81,2   | 80,1   |
| 2   | Grecia            | 73,6   | 74,1   | 74,0   | 74,1 | 76,4 | 79,3   | 78,6   | 78,3   | 77,2   |
| 3   | Cipru             | 77,7   | 80,3   | 78,7   | 78,1 | 77,8 | 77,8   | 77,5   | 77,2   | 77,8   |
| 4   | Luxemburg         | 72,9   | 70,5   | 69,2   | 71,1 | 68,6 | 71,9   | 73,6 b | 76,5 b | 74,4 b |
| 5   | Belgia            | 75,1   | 74,6   | 73,9   | 74,5 | 74,9 | 74,0 b | 75,4   | 76,4   | 75,3   |
| 6   | Italia            | 68,0   | 65,8   | 70,9   | 77,0 | 73,3 | 72,9   | N/A    | 73,6   | 72,9   |
| 7   | Țările de Jos     | 77,3   | 76,2   | 75,9   | 76,1 | 75,7 | 74,8   | 77,9   | 73,2   | 71,2   |
| 8   | Malta             | 75,0   | 71,2   | 72,9   | 75,4 | 75,0 | 74,2   | 75,7   | 73,0   | 76,7   |
| 9   | România           | 69,2   | 70,0   | 70,5   | 70,9 | 70,6 | 71,2   | 73,0   | 72,8   | 73,3   |
| 10  | Suedia            | 78,5   | 77,6   | 75,1   | 76,6 | 76,1 | 76,0   | 76,5   | 72,4   | 66,7   |
| 11  | Austria           | 69,6   | 69,9   | 70,3   | 70,4 | 71,7 | 71,3   | 74,0   | 72,3   | 70,1   |
| 12  | Spania            | 72,9   | 72,6   | 72,5   | 74,2 | 73,7 | 75,3   | 73,0   | 71,2   | 70,1   |
| 13  | Finlanda          | 69,4   | 69,9   | 70,3   | 70,2 | 69,0 | 68,6   | 70,0   | 70,2   | 64,5   |
| 14  | Slovenia          | 64,8   | 64,8   | 64,5   | 65,3 | 65,4 | 66,7   | 67,2   | 69,1   | 67,8   |
| 15  | Franța            | 68,3   | 67,9   | 66,4   | 67,4 | 67,7 | 66,7   | 68,4 b | 67,9   | 65,2 p |
| 16  | Cehia             | 60,8   | 61,3   | 60,4   | 61,9 | 62,1 | 62,0   | 63,4   | 67,8   | 68,0   |
| 17  | Bulgaria          | 66,0   | 65,6   | 65,8   | 66,7 | 66,5 | 67,2   | 66,7   | 67,6   | 68,2   |
| 18  | Danemarca         | 72,4   | 71,6   | 71,3   | 71,3 | 71,2 | 69,7   | 71,3   | 67,0   | 63,0   |
| 19  | Slovacia          | 64,7   | 66,0   | 66,5   | 67,1 | 66,7 | 65,2   | 65,3   | 65,2   | 66,1   |
| 20  | Ungaria           | 57,0   | 56,4   | 59,6   | 59,3 | 60,7 | 58,3   | 62,1   | 64,8   | 63,1   |
| 21  | Polonia           | 58,3   | 57,9   | 58,5   | 58,9 | 59,2 | 59,9   | 61,6   | 64,4   | 62,3   |
| 22  | Germania          | 65,2   | 64,6   | 65,2   | 65,5 | 65,5 | 65,5   | 63,9 b | 63,0   | 64,3   |
| 23  | Croația           | 58,1   | 58,2   | 59,2   | 60,9 | 60,7 | 60,5   | 63,7   | 62,8   | 63,2   |
| 24  | Estonia           | 51,9   | 51,5   | 52,9   | 52,5 | 51,8 | 56,6   | 58,4   | 58,3   | 57,8   |
| 25  | Portugalia        | 46,0   | 46,5   | 47,7   | 48,9 | 49,3 | 50,1   | 51,3   | 50,2   | 49,5   |
| 26  | Letonia           | 45,8   | 46,3   | 47,2   | 44,2 | 47,0 | 47,1   | 49,7   | 49,8   | 50,2   |
| 27  | Lituania          | 45,0   | 42,8   | 43,4   | 43,9 | 44,0 | 46,2   | 44,3   | 47,9   | 48,1   |

| Loc | Țară              | 2014 | 2015 | 2016 | 2017 | 2018 | 2019 | 2020 | 2021 | 2022 |
| --- | ----------------- | ---- | ---- | ---- | ---- | ---- | ---- | ---- | ---- | ---- |
| -   | Elveția           | 78,4 | 79,6 | 77,7 | 80,2 | 80,7 | 81,3 | 83,3 | 81,9 | N/A  |
| -   | Islanda           | 76,1 | 76,4 | 76,1 | 77,1 | 76,7 | N/A  | N/A  | N/A  | N/A  |
| -   | Norvegia          | 78,5 | 78,4 | 77,1 | 77,4 | 76,6 | 72,7 | 74,7 | N/A  | N/A  |
|     |                   |      |      |      |      |      |      |      |      |      |
| -   | Albania           | N/A  | N/A  | N/A  | 81,4 | 81,8 | 82,0 | 82,8 | N/A  | N/A  |
| -   | Macedonia de Nord | 78,7 | 77,1 | 78,4 | 75,4 | 75,5 | 74,7 | 76,6 | N/A  | N/A  |
| -   | Muntenegru        | 71,4 | 68,9 | 69,2 | 69,5 | 71,0 | 69,2 | 70,3 | 73,0 | N/A  |
| -   | Turcia            | 67,5 | 65,7 | 68,8 | 68,2 | 67,1 | 66,4 | 68,8 | 67,3 | N/A  |
| -   | Serbia            | 57,4 | 56,8 | 57,2 | 54,5 | 56,4 | 59,0 | 63,6 | 63,7 | N/A  |
|     |                   |      |      |      |      |      |      |      |      |      |
| -   | Kosovo            | N/A  | N/A  | N/A  | N/A  | 82,0 | N/A  | N/A  | N/A  | N/A  |

b - întrerupere în seriile temporale

e - date estimate

p - date provizorii

Sursa: Eurostat (online data code: sdg_03_20)

### Ponderea fumatului

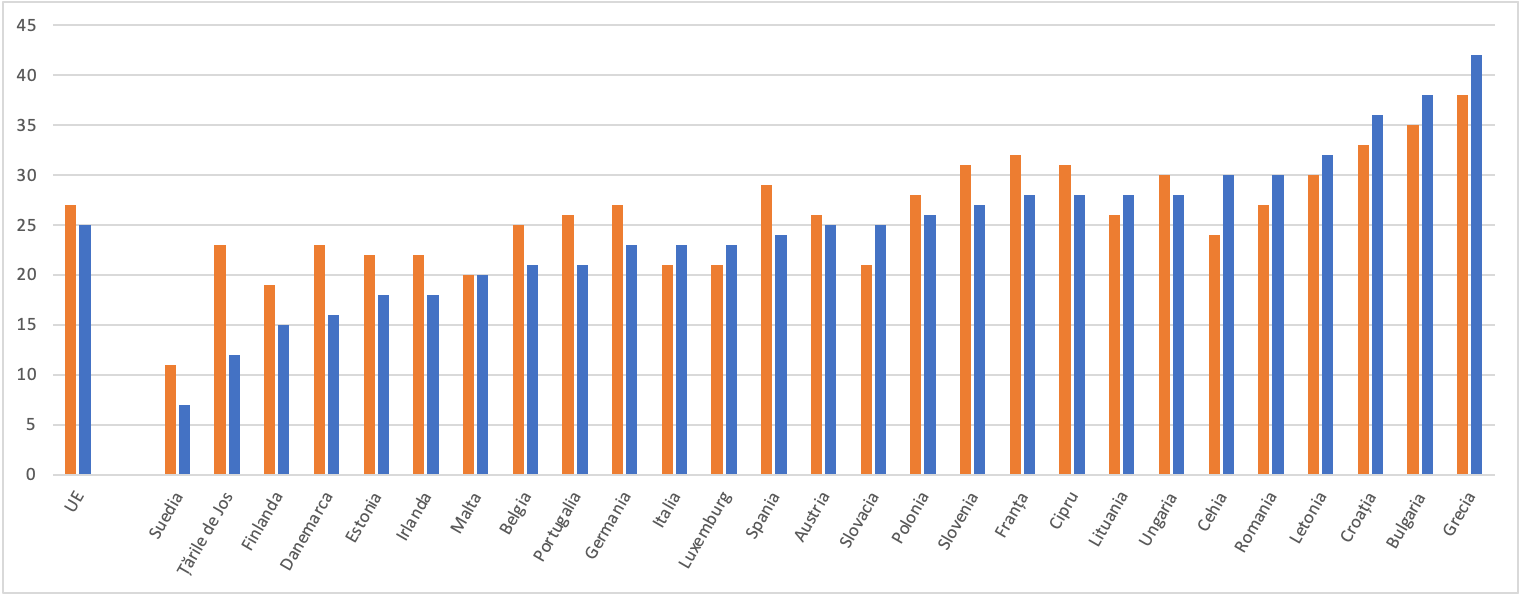
2014
2020
Sursa: Eurostat (online data code: sdg_03_30)

Acest indicator măsoară procentul populației în vârstă de 15 ani și peste care declară că fumează în prezent țigarete, trabucuri, țigări de foi sau pipă. Nu include utilizarea altor tipuri de produse din tutun și a produselor conexe, cum ar fi țigările electronice. Datele sunt colectate printr-un sondaj Eurobarometru și se bazează pe utilizarea auto-raportată în timpul interviurilor față în față în casele oamenilor.
| Loc | Țară              | 2006   | 2009   | 2012   | 2014   | 2017   | 2020 |
|     |                   |        |        |        |        |        |      |
| --- | ----------------- | ------ | ------ | ------ | ------ | ------ | ---- |
| -   | Uniunea Europeană | 31,0 e | 29,0 e | 28,0 e | 27,0 e | 27,0 e | 25,0 |
| 1   | Suedia            | 18,0   | 16,0   | 13,0   | 11,0   | 7,0    | 7,0  |
| 2   | Țările de Jos     | 29,0   | 23,0   | 23,0   | 23,0   | 19,0   | 12,0 |
| 3   | Finlanda          | 26,0   | 21,0   | 25,0   | 19,0   | 20,0   | 15,0 |
| 4   | Danemarca         | 32,0   | 29,0   | 26,0   | 23,0   | 19,0   | 16,0 |
| 5   | Estonia           | 33,0   | 32,0   | 26,0   | 22,0   | 23,0   | 18,0 |
| 6   | Irlanda           | 29,0   | 31,0   | 29,0   | 22,0   | 19,0   | 18,0 |
| 7   | Malta             | 25,0   | 26,0   | 27,0   | 20,0   | 24,0   | 20,0 |
| 8   | Belgia            | 26,0   | 30,0   | 27,0   | 25,0   | 19,0   | 21,0 |
| 9   | Portugalia        | 24,0   | 23,0   | 23,0   | 26,0   | 26,0   | 21,0 |
| 10  | Germania          | 30,0   | 25,0   | 26,0   | 27,0   | 25,0   | 23,0 |
| 11  | Italia            | 31,0   | 26,0   | 24,0   | 21,0   | 25,0   | 23,0 |
| 12  | Luxemburg         | 26,0   | 25,0   | 27,0   | 21,0   | 21,0   | 23,0 |
| 13  | Spania            | 34,0   | 35,0   | 33,0   | 29,0   | 27,0   | 24,0 |
| 14  | Austria           | 31,0   | 34,0   | 33,0   | 26,0   | 28,0   | 25,0 |
| 15  | Slovacia          | 25,0   | 26,0   | 23,0   | 21,0   | 26,0   | 25,0 |
| 16  | Polonia           | 35,0   | 33,0   | 32,0   | 28,0   | 30,0   | 26,0 |
| 17  | Slovenia          | 23,0   | 26,0   | 27,0   | 31,0   | 28,0   | 27,0 |
| 18  | Franța            | 33,0   | 33,0   | 28,0   | 32,0   | 36,0   | 28,0 |
| 19  | Cipru             | 31,0   | 32,0   | 30,0   | 31,0   | 28,0   | 28,0 |
| 20  | Lituania          | 34,0   | 30,0   | 30,0   | 26,0   | 29,0   | 28,0 |
| 21  | Ungaria           | 36,0   | 38,0   | 32,0   | 30,0   | 27,0   | 28,0 |
| 22  | Cehia             | 29,0   | 26,0   | 29,0   | 24,0   | 29,0   | 30,0 |
| 23  | România           | 31,0   | 30,0   | 30,0   | 27,0   | 28,0   | 30,0 |
| 24  | Letonia           | 36,0   | 36,0   | 36,0   | 30,0   | 32,0   | 32,0 |
| 25  | Croația           | 33,0   | 33,0   | N/A    | 33,0   | 35,0   | 36,0 |
| 26  | Bulgaria          | 36,0   | 39,0   | 36,0   | 35,0   | 36,0   | 38,0 |
| 27  | Grecia            | 42,0   | 42,0   | 40,0   | 38,0   | 37,0   | 42,0 |

e - date estimate

Sursa: Eurostat (online data code: sdg_03_30)

### Rata standardizată a mortalității din cauza tuberculozei, HIV și hepatitei

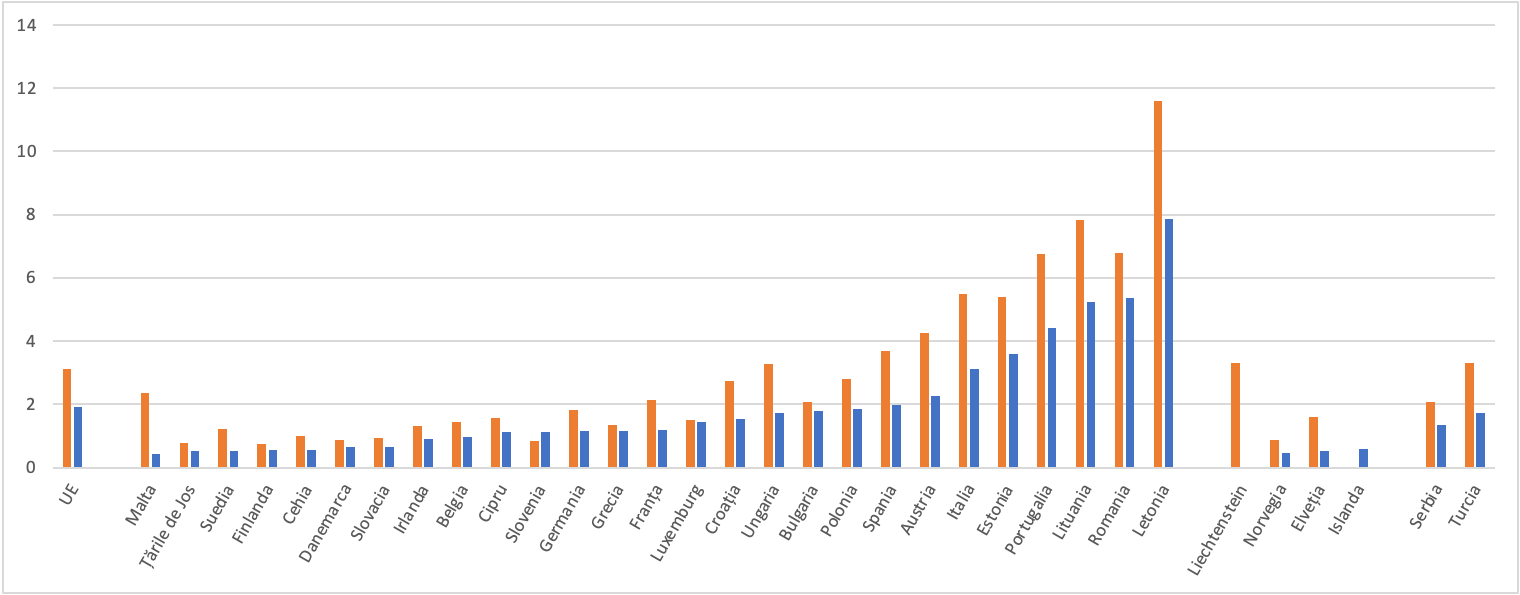
2015
2020
Sursa: Eurostat (online data code: sdg_03_41)

Acest indicator măsoară rata de deces standardizată în funcție de vârstă a unor boli transmisibile selectate. Rata se calculează împărțind numărul de persoane care mor din cauza tuberculozei, HIV și hepatitei la populația totală. Această valoare este apoi ponderată cu populația standard europeană.
| Loc | Țară              | 2014  | 2015  | 2016  | 2017  | 2018   | 2019    | 2020 |
|     |                   |       |       |       |       |        |         |      |
| --- | ----------------- | ----- | ----- | ----- | ----- | ------ | ------- | ---- |
| -   | Uniunea Europeană | 3,20  | 3,12  | 2,79  | 2,56  | 2,31 p | 2,10 p  | 1,90 |
| 1   | Malta             | 1,66  | N/A   | 2,35  | 0,72  | 0,47 p | 0,97 p  | 0,43 |
| 2   | Țările de Jos     | 0,66  | 0,78  | 0,70  | 0,48  | 0,50 p | 0,49 p  | 0,51 |
| 3   | Suedia            | 1,05  | 1,22  | 0,97  | 0,82  | 0,91 p | 0,63 p  | 0,52 |
| 4   | Finlanda          | 1,01  | N/A   | 0,73  | 0,73  | 0,79 p | 0,65 p  | 0,54 |
| 5   | Cehia             | 1,02  | 1,01  | 0,88  | 0,75  | 0,69 p | 0,45 p  | 0,55 |
| 6   | Danemarca         | 1,08  | 0,86  | 1,19  | 0,92  | 0,65 p | 0,73 p  | 0,64 |
| 7   | Slovacia          | 1,34  | 0,93  | 1,15  | 1,03  | 0,88 p | 0,52 p  | 0,64 |
| 8   | Irlanda           | 1,55  | 1,31  | 1,23  | 1,16  | 1,13 p | 0,55 p  | 0,91 |
| 9   | Belgia            | 1,35  | 1,43  | 1,10  | 1,20  | 1,02 p | 1,11 p  | 0,96 |
| 10  | Cipru             | 1,59  | 1,58  | N/A   | 0,68  | 0,61 p | 0,51 p  | 1,11 |
| 11  | Slovenia          | 1,69  | 0,84  | N/A   | 0,65  | 0,56 p | 0,74 p  | 1,12 |
| 12  | Germania          | 1,78  | 1,83  | 1,60  | 1,51  | 1,38 p | 1,25 p  | 1,16 |
| 13  | Grecia            | 1,81  | 1,35  | 1,47  | 1,55  | 1,45 p | 1,26 p  | 1,17 |
| 14  | Franța            | 2,18  | 2,14  | 1,97  | 2,06  | 1,59 p | 1,52 p  | 1,19 |
| 15  | Luxemburg         | 2,34  | 1,49  | 1,07  | 2,47  | 0,82 p | 0,42 p  | 1,44 |
| 16  | Croația           | 2,19  | 2,74  | 3,20  | 2,76  | 2,28 p | 2,09 p  | 1,55 |
| 17  | Ungaria           | 3,06  | 3,27  | 2,55  | 2,22  | 2,14 p | 1,91 p  | 1,72 |
| 18  | Bulgaria          | 2,43  | 2,06  | 2,16  | 2,07  | 1,95 p | 2,00 p  | 1,80 |
| 19  | Polonia           | 2,78  | 2,79  | 2,56  | 2,22  | 2,15 p | 1,85 p  | 1,84 |
| 20  | Spania            | 3,95  | 3,68  | 3,09  | 2,63  | 2,43 p | 2,16 p  | 1,99 |
| 21  | Austria           | 4,46  | 4,27  | 2,91  | 2,53  | 2,47 p | 2,55 p  | 2,27 |
| 22  | Italia            | 5,46  | 5,50  | 4,80  | 4,30  | 3,70 p | 3,34 p  | 3,11 |
| 23  | Estonia           | 6,42  | 5,40  | 5,93  | 5,39  | 5,44 p | 4,43 p  | 3,59 |
| 24  | Portugalia        | 7,22  | 6,76  | 5,96  | 5,21  | 5,78 p | 4,59 p  | 4,40 |
| 25  | Lituania          | 9,47  | 7,84  | 8,20  | 7,44  | 5,70 p | 5,36 p  | 5,24 |
| 26  | România           | 7,17  | 6,80  | 6,57  | 6,41  | 6,34 p | 6,15 p  | 5,35 |
| 27  | Letonia           | 10,66 | 11,59 | 10,54 | 10,83 | 9,48 p | 10,53 p | 7,87 |

| Loc | Țară          | 2014   | 2015   | 2016   | 2017   | 2018    | 2019    | 2020 |
| --- | ------------- | ------ | ------ | ------ | ------ | ------- | ------- | ---- |
| -   | Liechtenstein | N/A    | N/A    | N/A    | 3,32   | 0,00 p  | 0,00 p  | 0,00 |
| -   | Norvegia      | 0,87   | 0,86   | 0,91   | 0,63   | 0,75 p  | 0,62 p  | 0,46 |
| -   | Elveția       | 1,75   | 1,60   | 1,25   | 1,05   | 0,68 p  | 0,49 p  | 0,52 |
| -   | Islanda       | N/A    | N/A    | N/A    | 0,00   | 0,30 p  | 0,60 p  | 0,59 |
|     |               |        |        |        |        |         |         |      |
| -   | Serbia        | 2,23   | 2,07   | 1,93   | 1,73   | 2,07 p  | 1,29 p  | 1,35 |
| -   | Turcia        | 3,68 d | 3,32 d | 2,99 d | 2,49 d | 2,21 dp | 1,73 dp | N/A  |

p - date provizorii

d - definiții diferite

dp - definiții diferite, date provizorii

Sursa: Eurostat (online data code: sdg_03_41)

### Mortalitate standardizată evitabilă

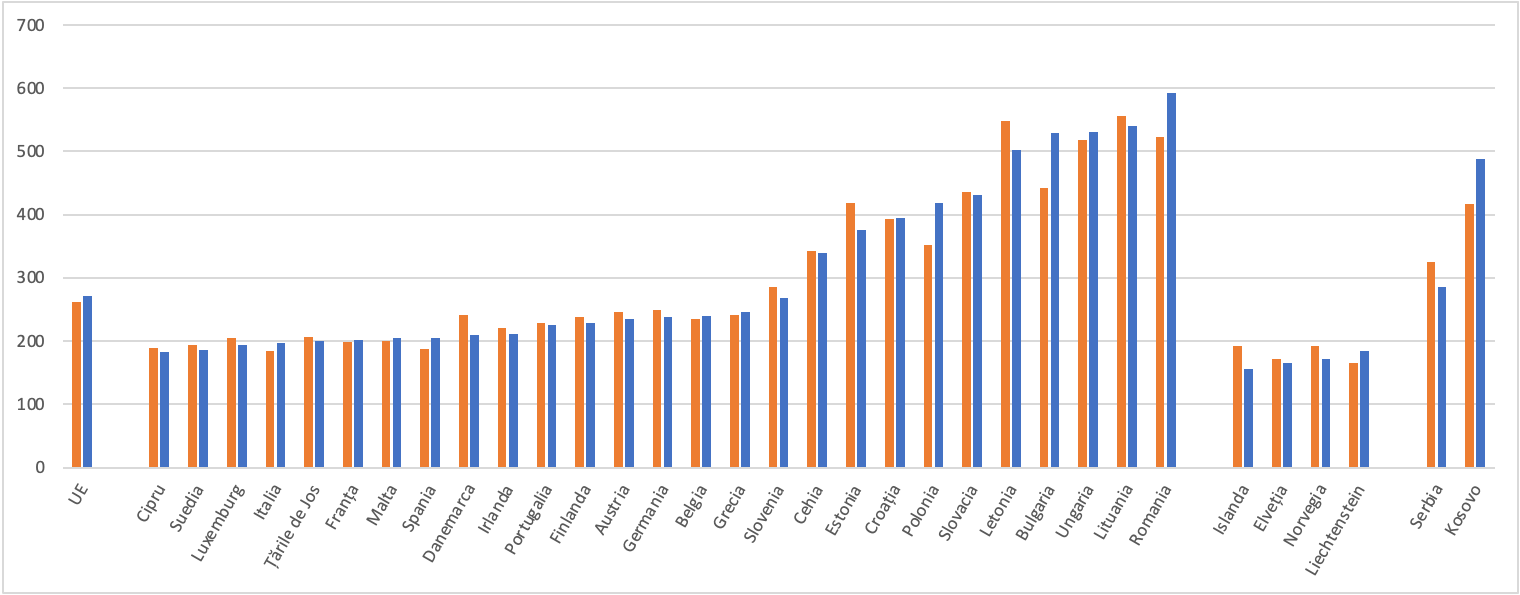
2015
2020
Sursa: Eurostat (online data code: sdg_03_42)

Mortalitatea evitabilă acoperă atât cauzele de mortalitate prevenibile, cât și tratabile. Mortalitatea prevenibilă se referă la mortalitatea care poate fi evitată în principal prin intervenții eficiente de sănătate publică și de prevenire primară (adică înainte de debutul bolilor/rănirilor, pentru a reduce incidența). Mortalitatea tratabilă poate fi evitată în principal prin intervenții în timp util și eficiente de îngrijire a sănătății, inclusiv prevenirea secundară și tratamentul (după debutul bolilor pentru a reduce mortalitatea cazurilor). Rata totală de mortalitate evitabilă include o serie de boli infecțioase, mai multe tipuri de cancer, boli endocrine și metabolice, precum și unele boli ale sistemului nervos, circulator, respirator, digestiv și genito-urinar, unele boli legate de sarcină, naștere și perioada perinatală, o serie de malformații congenitale, efecte adverse ale tratamentului medical și chirurgical, o listă de leziuni și tulburări legate de alcool și droguri.
| Loc | Țară              | 2014  | 2015  | 2016  | 2017  | 2018  | 2019  | 2020    | 2021    | 2022  |
|     |                   |       |       |       |       |       |       |         |         |       |
| --- | ----------------- | ----- | ----- | ----- | ----- | ----- | ----- | ------- | ------- | ----- |
| -   | Uniunea Europeană | 276,8 | 269,7 | 260,7 | 262,1 | 255,6 | 252,1 | 249,8 p | 243,2 p | 271,7 |
| 1   | Cipru             | 196,9 | 182,3 | 182,0 | 189,7 | 171,2 | 185,4 | 182,7 p | 176,9 p | 182,7 |
| 2   | Suedia            | 201,5 | 201,3 | 194,5 | 193,2 | 188,9 | 184,7 | 183,3 p | 170,2 p | 185,4 |
| 3   | Luxemburg         | 228,1 | 231,2 | 213,3 | 205,5 | 211,2 | 203,3 | 198,0 p | 177,8 p | 193,9 |
| 4   | Italia            | 197,2 | 187,8 | 181,9 | 184,9 | 176,7 | 175,1 | 169,0 p | 164,9 p | 197,1 |
| 5   | Țările de Jos     | 218,3 | 210,4 | 200,9 | 206,0 | 202,8 | 193,2 | 193,1 p | 184,8 p | 200,4 |
| 6   | Franța            | 208,8 | 205,2 | 198,3 | 199,3 | 196,1 | 192,0 | 188,7 p | 185,8 p | 201,7 |
| 7   | Malta             | 239,3 | 209,7 | 215,6 | 200,9 | 202,5 | 203,1 | 202,5 p | 186,9 p | 204,2 |
| 8   | Spania            | 198,3 | 193,8 | 188,6 | 187,7 | 184,7 | 181,4 | 177,9 p | 172,5 p | 205,6 |
| 9   | Danemarca         | 269,5 | 252,9 | 251,2 | 242,0 | 236,8 | 229,9 | 224,9 p | 217,4 p | 209,3 |
| 10  | Irlanda           | 242,6 | 236,6 | 231,0 | 220,7 | 218,2 | 202,7 | 208,0 p | 197,9 p | 211,4 |
| 11  | Portugalia        | 236,3 | 231,2 | 233,1 | 228,6 | 229,3 | 222,3 | 221,1 p | 214,5 p | 224,8 |
| 12  | Finlanda          | 267,9 | 259,8 | 246,2 | 238,2 | 242,8 | 236,6 | 230,2 p | 222,8 p | 228,6 |
| 13  | Austria           | 250,8 | 245,1 | 240,9 | 245,8 | 238,9 | 233,3 | 232,2 p | 225,1 p | 235,4 |
| 14  | Germania          | 252,8 | 253,8 | 243,3 | 249,2 | 244,6 | 241,1 | 240,9 p | 231,3 p | 238,1 |
| 15  | Belgia            | 253,0 | 249,4 | 236,3 | 234,7 | 226,4 | 220,7 | 215,8 p | 207,4 p | 239,8 |
| 16  | Grecia            | 247,4 | 240,9 | 236,9 | 241,8 | 236,3 | 235,6 | 228,6 p | 231,1 p | 245,3 |
| 17  | Slovenia          | 297,4 | 294,5 | 277,6 | 284,9 | 263,6 | 265,5 | 252,8 p | 245,3 p | 268,3 |
| 18  | Cehia             | 364,9 | 362,7 | 336,6 | 341,9 | 323,3 | 324,2 | 319,3 p | 308,6 p | 340,0 |
| 19  | Estonia           | 466,3 | 436,0 | 432,4 | 419,0 | 405,4 | 383,9 | 386,5 p | 363,5 p | 375,7 |
| 20  | Croația           | 404,9 | 384,5 | 383,2 | 393,7 | 371,3 | 371,0 | 371,7 p | 360,9 p | 395,2 |
| 21  | Polonia           | 389,1 | 377,5 | 355,2 | 352,6 | 348,3 | 351,5 | 354,9 p | 352,2 p | 418,9 |
| 22  | Slovacia          | 458,5 | 444,4 | 423,7 | 435,2 | 412,2 | 412,5 | 406,6 p | 394,6 p | 431,3 |
| 23  | Letonia           | 591,8 | 581,6 | 558,1 | 547,8 | 535,1 | 525,3 | 521,9 p | 485,1 p | 502,6 |
| 24  | Bulgaria          | 442,6 | 431,6 | 444,8 | 442,3 | 426,5 | 422,1 | 414,5 p | 419,7 p | 529,4 |
| 25  | Ungaria           | 542,4 | 516,6 | 512,7 | 518,2 | 501,2 | 506,8 | 501,5 p | 488,5 p | 530,0 |
| 26  | Lituania          | 591,0 | 579,9 | 546,5 | 556,7 | 541,7 | 492,8 | 478,5 p | 466,0 p | 540,1 |
| 27  | România           | 552,3 | 529,1 | 526,3 | 523,0 | 518,2 | 512,9 | 517,5 p | 504,6 p | 593,2 |

| Loc | Țară          | 2014  | 2015  | 2016  | 2017  | 2018  | 2019  | 2020    | 2021    | 2022  |
| --- | ------------- | ----- | ----- | ----- | ----- | ----- | ----- | ------- | ------- | ----- |
| -   | Islanda       | 192,0 | 200,1 | 180,9 | 192,9 | 201,7 | 180,5 | 178,4 p | 162,1 p | 156,3 |
| -   | Elveția       | 182,2 | 179,1 | 172,1 | 172,4 | 163,9 | 161,4 | 159,5 p | 153,4 p | 164,9 |
| -   | Norvegia      | 211,9 | 208,1 | 195,7 | 192,6 | 192,0 | 180,9 | 178,5 p | 172,2 p | 171,8 |
| -   | Liechtenstein | 179,5 | 210,2 | 151,1 | 165,8 | 181,8 | 158,3 | 149,7 p | 158,1 p | 184,9 |
|     |               |       |       |       |       |       |       |         |         |       |
| -   | Turcia        | 294,9 | 336,2 | 332,4 | 325,8 | 328,3 | 315,5 | 306,0 p | 285,0 p | N/A   |
| -   | Serbia        | 426,2 | 411,3 | 401,9 | 417,5 | 408,1 | 407,0 | 398,6 p | 399,8 p | 488,7 |

p - date provizorii

Sursa: Eurostat (online data code: sdg_03_42)

### Nevoie nesatisfăcută auto-raportată de îngrijire medicală

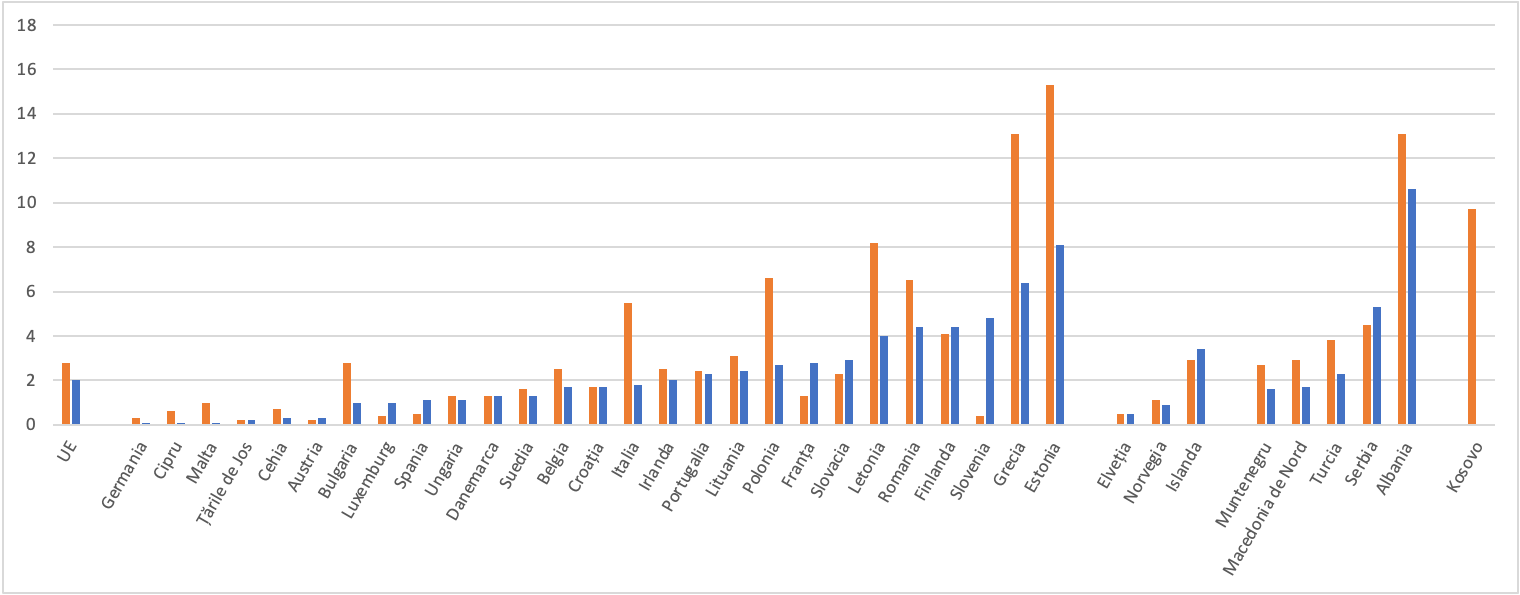
2016
2021
Sursa: Eurostat (online data code: sdg_03_60)

În contextul monitorizării ODD, acest indicator măsoară ponderea populației în vârstă de 16 ani și peste care raportează nevoi nesatisfăcute de îngrijire medicală din unul dintre următoarele motive: „motive financiare”, „listă lungă de așteptare” și „prea departe pentru deplasare”. Nevoia nesatisfăcută auto-raportată se referă la propria evaluare a unei persoane cu privire la necesitatea unui examen sau tratament medical (exclus stomatologic), dar de care nu a beneficiat sau nu l-a solicitat. Datele provin din Statisticile UE privind veniturile și condițiile de viață (EU-SILC). Deoarece normele și cerințele sociale pot afecta răspunsurile la întrebările despre nevoile de îngrijire nesatisfăcute, este necesară prudență atunci când se compară diferențele în raportarea examinărilor medicale nesatisfăcute între țări. În plus, organizarea diferită a serviciilor de îngrijire a sănătății este un alt factor de luat în considerare atunci când se analizează datele. În cele din urmă, există, de asemenea, unele variații ale întrebărilor sondajului în funcție de țări și de-a lungul timpului.
| Loc | Țară              | 2014  | 2015  | 2016  | 2017  | 2018  | 2019  | 2020  | 2021  | 2022  |
|     |                   |       |       |       |       |       |       |       |       |       |
| --- | ----------------- | ----- | ----- | ----- | ----- | ----- | ----- | ----- | ----- | ----- |
| -   | Uniunea Europeană | 3,9 e | 3,3 e | 2,8 e | 1,6 e | 1,8 e | 1,7 e | 1,9 e | 2,0   | 2,2   |
| 1   | Germania          | 1,6   | 0,5   | 0,3   | 0,3   | 0,2   | 0,3   | 0,1 b | 0,1   | 0,3   |
| 2   | Cipru             | 4,7   | 1,5   | 0,6   | 1,5   | 1,4   | 1,0   | 0,4   | 0,1   | 0,1   |
| 3   | Malta             | 1,1   | 0,8   | 1,0   | 0,2   | 0,2   | 0,0 n | 0,0 n | 0,1   | 0,3   |
| 4   | Țările de Jos     | 0,5   | 0,1   | 0,2   | 0,1   | 0,2   | 0,2   | 0,2   | 0,2   | 0,2   |
| 5   | Cehia             | 1,1   | 0,8   | 0,7   | 0,5   | 0,3   | 0,5   | 0,4   | 0,3   | 0,2   |
| 6   | Austria           | 0,1   | 0,1   | 0,2   | 0,2   | 0,1   | 0,3   | 0,1   | 0,3   | 0,5   |
| 7   | Bulgaria          | 5,6   | 4,7   | 2,8   | 2,1   | 1,9   | 1,4   | 1,4   | 1,0   | 1,0   |
| 8   | Luxemburg         | 0,8   | 0,9   | 0,4   | 0,3   | 0,3   | 0,2   | 0,1 b | 1,0 b | 0,5 b |
| 9   | Spania            | 0,6   | 0,6   | 0,5   | 0,1   | 0,2   | 0,2   | 0,4   | 1,1   | 1,2   |
| 10  | Ungaria           | 2,5   | 2,6   | 1,3   | 1,0   | 0,8   | 1,0   | 0,7   | 1,1   | 1,4   |
| 11  | Danemarca         | 1,4   | 1,3   | 1,3   | 1,0   | 1,3   | 1,8   | 1,7   | 1,3   | 2,1   |
| 12  | Suedia            | 1,7 b | 1,3   | 1,6   | 1,4   | 1,5   | 1,4   | 1,5   | 1,3   | 1,8   |
| 13  | Belgia            | 2,5   | 2,4   | 2,5   | 2,2   | 1,8   | 1,8 b | 1,5   | 1,7   | 1,0   |
| 14  | Croația           | 3,3   | 1,9   | 1,7   | 1,6   | 1,4   | 1,4   | 1,5   | 1,7   | 1,3   |
| 15  | Italia            | 7,0   | 7,2   | 5,5   | 1,8   | 2,4   | 1,8   | N/A   | 1,8   | 1,8   |
| 16  | Irlanda           | 3,7   | 2,7   | 2,5   | 2,8   | 2,0   | 2,0   | 2,0 b | 2,0   | 2,6   |
| 17  | Portugalia        | 3,5   | 3,0   | 2,4   | 2,3   | 2,1   | 1,7   | 1,6   | 2,3   | 2,9   |
| 18  | Lituania          | 3,7   | 2,9   | 3,1   | 1,5   | 2,2   | 1,4   | 1,7   | 2,4   | 2,9   |
| 19  | Polonia           | 7,8   | 7,3   | 6,6   | 3,3 b | 4,2   | 4,2   | 1,9   | 2,7   | 2,3   |
| 20  | Franța            | 2,8   | 1,2   | 1,3   | 1,0   | 1,2   | 1,2   | 2,7 b | 2,8   | 3,2 p |
| 21  | Slovacia          | 2,1   | 2,1   | 2,3   | 2,4   | 2,6   | 2,7   | 3,2   | 2,9   | 2,8   |
| 22  | Letonia           | 12,5  | 8,4 b | 8,2   | 6,2   | 6,2   | 4,3   | 5,3   | 4,0   | 5,4   |
| 23  | România           | 9,8   | 9,4   | 6,5   | 4,7   | 4,9   | 4,9   | 4,7   | 4,4   | 4,9   |
| 24  | Finlanda          | 3,3   | 4,3 b | 4,1   | 3,6   | 4,7   | 4,6   | 5,4   | 4,4   | 6,5   |
| 25  | Slovenia          | 0,2   | 0,2   | 0,4   | 3,5   | 3,3   | 2,9   | 2,7   | 4,8   | 3,7   |
| 26  | Grecia            | 10,9  | 12,3  | 13,1  | 10,0  | 8,8   | 8,1   | 6,5   | 6,4   | 9,0   |
| 27  | Estonia           | 11,3  | 12,7  | 15,3  | 11,8  | 16,4  | 15,5  | 13,0  | 8,1   | 9,1   |

| Loc | Țară              | 2014 | 2015 | 2016 | 2017 | 2018 | 2019 | 2020 | 2021 | 2022 |
| --- | ----------------- | ---- | ---- | ---- | ---- | ---- | ---- | ---- | ---- | ---- |
| -   | Elveția           | 1,3  | 0,5  | 0,5  | 0,4  | 0,7  | 0,7  | 0,5  | 0,5  | N/A  |
| -   | Norvegia          | 0,8  | 1,1  | 1,1  | 1,3  | 1,4  | 1,0  | 0,9  | N/A  | N/A  |
| -   | Islanda           | 4,4  | 4,3  | 2,9  | 3,5  | 3,4  | N/A  | N/A  | N/A  | N/A  |
|     |                   |      |      |      |      |      |      |      |      |      |
| -   | Muntenegru        | 8,3  | 4,4  | 2,7  | 2,7  | 2,3  | 3,1  | 2,1  | 1,6  | N/A  |
| -   | Macedonia de Nord | 4,8  | 2,9  | 2,9  | 2,5  | 2,3  | 2,5  | 1,7  | N/A  | N/A  |
| -   | Turcia            | 9,2  | 6,8  | 3,8  | 2,6  | 2,9  | 3,0  | 1,9  | 2,3  | N/A  |
| -   | Serbia            | 7,4  | 6,3  | 4,5  | 4,8  | 5,8  | 4,8  | 3,8  | 5,3  | N/A  |
| -   | Albania           | N/A  | N/A  | N/A  | 13,1 | 14,8 | 14,6 | 10,6 | N/A  | N/A  |
|     |                   |      |      |      |      |      |      |      |      |      |
| -   | Kosovo            | N/A  | N/A  | N/A  | N/A  | 9,7  | N/A  | N/A  | N/A  | N/A  |

b - întrerupere în seriile temporale

e - date estimate

p - date provizorii

n - valori nesemnificative

Sursa: Eurostat (online data code: sdg_03_60)